# Helicogermslita
Helicogermslita es un género de hongos en la familia Xylariaceae.